# Ardanovo
Ardanovo, ukrajinsky Арданово, maďarsky Árdánháza,  je obec ležící v Zakarpatské oblasti Ukrajiny,  v okrese Berehovo (dříve v okrese Iršava). Je součástí jednotného územního společenství (hromady) Kamjanske.

## Části obce
- Ardanovo, 3101 obyv.
- Dunkovycja, 815 obyv.
- Midjanycja, 846 obyv.[1]

## Historie
Na území Ardanova byla nalezena leštěná kamenná sekera a kamenný kotouč. Na hoře Bohuslav, která se tyčí nad obcí, se nachází sídliště starší doby železné. Bronzový hrot kopí byl nalezen v roce 1867; v roce 1886 - fragment čepele meče. V traktu Fedetsela se nacházejí sídliště z pozdní doby bronzové a starší doby železné. Z této oblasti pocházejí tetradrachmy Filipa Makedonského.
Vznik obce se datuje do 40. let 13. století a je spojen s výstavbou pevností na ochranu před tatarskými útočníky. První písemná zmínka pochází z roku 1378, kdy tato ves byla uvedena pod názvem Ardanhaza; název obce pochází pravděpodobně od jména jednoho z jejích dávných majitelů – Ardana. Obec měla další názvy: 1463: Ardanfalva, 1530: Ardanhaza, 1533: Ardan hazza, 1550: Ardanhaza, 1808: Ardánháza, Ardánowá, 1851: Ardányháza (Ardanovo), 1877: Árdánháza, Ardanova, 1913: Árdánháza, 1925: Ardanov, Ardánháza, 1944: Árdánháza, Арданово, 1983: Ардановое, Арданово.
Do uzavření Trianonské smlouvy byla obec součástí Uherska. Poté byla součástí Československa. V roce 1930 zde žilo 1271 obyvatel, z toho 6 Čechoslováků, 1211 Rusínů, 1 Němec, 4 Maďaři, 44 Židů a 5 obyvatel jiných národností. V roce 1939 byla obec okupována Maďarskem. Od roku 1945 byla součástí Ukrajinské sovětské socialistické republiky, která byla součástí SSSR. Od roku 1991 je součástí nezávislé Ukrajiny.

## Pamětihodnosti
- Chrám Narození Panny Marie, z roku 1844. U kostela je kovová zvonice se třemi zvony. Za kostelem je kamenný kříž s maďarským nápisem.
- Hradiště Ardanovo, z období od 9. stol. př. n. l. do 4. stol. n. l. – archeologická památka.[3]